# Ковня (герб)
Ковня (Рівня, пол. Kownia,Koprynia, Kowinia, Równia, Skowinia) - шляхетський герб угорського (?) походження. 

## Опис сортів герба
Існували три різновиди герба: 
1. Ковня: У червоному полі три срібні мечі з золотими руків'ями, вістря внизу з'єднані між собою. У клейноді над короною три страусині пір'їни.
2. Ковня II Докладніше: Ковня ІІ
3. Ковня III: У червоному полі три срібних меча з золотими ручками, вістря внизу з'єднані, посередині між двома золотими зірками. Під мечами, золотий півмісяць з рогами, під яким зірка. В клейноді - три страусині пір'їни.

## Найперша згадка
Немає відомих середньовічних печаток із зображенням цього герба. Перший запис датується 1391 роком. Герб у "Клейнодах" Яна Длогуша і в "Гербовнику" Амброжего. Найбільш поширені в Краковській і Сандомирській землі. 

## Геральдичний рід
Chodorowicz (Ходоровичі), Czechucki (Чехуцькі), Domaradzki (Домарадзькі), Domaracki (Домарацькі), Domerecki (Домерецькі), Głębocki (Ґлембоцькі), Jurach (Юрахи), Klempicki (Клемпіцькі), Kołtun (Колтуни, Ковтуни), Kułtunowicz (Колтуновичі, Ковтуновичі), Koniecki (Конецькі), Konwicki (Конвіцькі), Kowieski (Ковєські), Kuroczycki (Курочицькі), Kwapiński (Квапінські), Łośniewski (Лоснєвські), Nisz(s)kiewicz (Нишкевичі, Нискевичі), Pacholski (Пахольські), Pachołowiecki (Пахоловецькі), Paszoch (Пашохи), Ptaczek (Птачеки), Ptak (Птаки, Птахи), Repczyński (Репчинські), Rożenkowski (Роженковські), Seredyński (Серединські), Strzesz (Стжеші), Strzałkowski (Стшалковські), Suskrajewski (Сускраєвські), Tuchliński (Тухлінські), Tur (Тури), Turłaj (Турлаї), Wy(i)siecki (Висецькі), Wyszecki (Вишецькі) та Zaszczyński (Защинські).